# CMC2
CMC2 (англ. C-X9-C motif containing 2) – білок, який кодується однойменним геном, розташованим у людей на 16-й хромосомі. Довжина поліпептидного ланцюга білка становить 79 амінокислот, а молекулярна маса — 9 460.
| 10         |  | 20         |  | 30         |  | 40         |  | 50         |
| ---------- |  | ---------- |  | ---------- |  | ---------- |  | ---------- |
| MHPDLSPHLH |  | TEECNVLINL |  | LKECHKNHNI |  | LKFFGYCNDV |  | DRELRKCLKN |
| EYVENRTKSR |  | EHGIAMRKKL |  | FNPPEESEK  |  |            |  |            |

A: Аланін

C: Цистеїн

D: Аспарагінова кислота

E: Глутамінова кислота

F: Фенілаланін

G: Гліцин

H: Гістидин

I: Ізолейцин

K: Лізин

L: Лейцин

M: Метіонін

N: Аспарагін

P: Пролін

R: Аргінін

S: Серин

T: Треонін

V: Валін

Локалізований у мітохондрії.